# Srednja vas (gmina Radovljica)
Srednja vas – wieś w Słowenii, w gminie Radovljica. W 2018 roku liczyła 23 mieszkańców.